# Ballore
Ballore is een gemeente in het Franse departement Saône-et-Loire (regio Bourgogne-Franche-Comté) en telt 82 inwoners (2009). De plaats maakt deel uit van het arrondissement Charolles.

## Geografie
De oppervlakte van Ballore bedraagt 10,3 km², de bevolkingsdichtheid is dus 8 inwoners per km².
De onderstaande kaart toont de ligging van Ballore met de belangrijkste infrastructuur en aangrenzende gemeenten.

## Demografie
Onderstaande figuur toont het verloop van het inwonertal (bron: INSEE-tellingen).